# Ronald Worm
Ronald Worm (Duisburg, 18 de fevereiro de 1952) é um ex-futebolista e treinador alemão que atuava como atacante.

## Carreira
Ronald Worm fez parte do elenco campeão da Seleção Alemã de Futebol, na Copa do Mundo de 1978. 